# Минчо Кондарев
Минчо Генчев Кондарев е Български агроном и ампелограф.
Роден е на 15 октомври 1903 година във Верен, Чирпанско. През 1929 година завършва агрономство в Софийския университет. След това работи като агроном, служител на Министерството на земеделието и преподавател във Висшия селскостопански институт. От 1944 година е член на Българската комунистическа партия. Той е и доктор на селскостопанските науки, професор (от 1952), член-кореспондент на Българската академия на науките (от 1962), заместник-ректор (1953 – 1961) и ректор (1961 – 1966) на Висшия селскостопански институт.
Минчо Кондарев умира на 27 май 1997 година в София.

## Произведения
Минчо Кондарев е автор на над 250 научни, научнопопулярни и популяризаторски труда в областта на лозарството и винарството. Основни трудове:
- „Ампелография“ (в съавторство);
- „Лозарство“ (в съавторство);
- „Българска ампелография“ (в съавторство);
- „Определяне на времето за пръскане на лози срещу мана“;
- „Влиянието на резитбата върху количеството и качеството на гроздето“ (в съавторство).

## Награди
- Заслужил учен на България;
- Двукратен лауреат на Димитровската награда (1952, 1962);
- Герой на социалистическия труд на България (от 1983);
- Орден „9 септември 1944“
- Орден „Народна република България“
- Орден „Кирил и Методий“